# Pierre Aelberts
Pierre Aelberts, né le 19 avril 1899 à Anvers (Belgique) et mort le 23 mars 1983, est un éditeur et bibliophile belge.

## Biographie
Pierre Aelberts fonde en 1926 à Liège, les éditions À la lampe d'Aladdin, devenues en 1938 éditions Dynamo, en 1962 éditions Pierre Aelberts, puis Éditions nationales jusqu'en 1982. Il a publié 411 livres à tirages restreints. 

### Pierre Aelberts et Erik Satie
Pierre Aelberts, qui rencontre Erik Satie en Belgique en mars 1924, publie de 1950 à 1954, dans sa collection « Brimborions », cinq opuscules reprenant des textes du compositeur. Il est poursuivi par la succession Satie, à qui il n'avait pas demandé d'autorisation, et condamné en 1966 à les détruire, à l'exception de l'un d'entre eux, Les Mémoires d'un amnésique pour lire loin des Doubles Veaux et des Momifiés pour lequel il a produit une autorisation de la main de Satie.

### Vie privée
Il est le père d'Alain Aelberts, éditeur et poète.

## Œuvres
- Premières éditions 1725-56 des « Lettres » de Madame de Sévigné, Liège, Éditions Dynamo, collection  « Brimborions » , 1971